# ロカールの交換原理
ロカールの交換原理（ロカールのこうかんげんり、英語：Locard's exchange principle）とは、とある異なる物体が接触する時、一方から他方へその接触した事実を示す何らかの痕跡が必ず残されるという原理。ロカールの法則（ロカールのほうそく）とも呼ばれる。エドモンド・ロカールにより提唱される。犯罪学の初歩である。